# Mái đá Ngườm
Mái đá Ngườm là một di chỉ quan trọng bậc nhất của khu di chỉ khảo cổ học Thần Sa nằm trên sườn dãy núi Ngườm thuộc bản Kim Sơn. Nó nằm ở phần cuối của xóm Kim Sơn, giáp ranh giữa bản Kim Sơn và Hạ Sơn 1), xã Thần Sa, huyện Võ Nhai, tỉnh Thái Nguyên. Mái Đá Ngườm là một di tích khảo cổ học nổi tiếng đã được xếp hạng di tích cấp quốc gia.
Đây là một mái đá cao chừng 30m, rộng 60m, cửa hang nằm ở hướng bắc. Hố khai quật di chỉ Ngườm cho thấy có 4 địa tầng văn hóa khảo cổ. Những di vật đá đặc trưng của các nền văn hóa Bắc Sơn, Hòa Bình, Sơn Vi nằm ở tầng 1, tầng 2... ở tầng thứ 3 là thuần các công cụ đặc trưng của Ngườm. Và ở tầng văn hóa thứ 4 là hàng vạn công cụ đá kiểu Phiêng Tung và Ngườm. Những công cụ mũi nhọn, công cụ nạo và kỹ thuật gia công lần thứ 2 giống như công cụ và kỹ thuật điển hình của văn hóa Mút-xchi-ê (Moustér), nền văn hóa tiêu biểu cho trung kỳ Thời đại đá cũ. Từ những năm 1980, các nhà khảo cổ đã phát hiện ra dấu tích của người Việt cổ tại khu vực mái đá Ngườm. Đầu năm 2011, các nhà khoa học đã tìm được một chiếc răng voi hóa thạch, được cho là răng voi châu Á tại khu vực sông Thần Sa đoạn chảy qua di chỉ mái đá Ngườm. Niên đại của răng voi có tuổi từ 30.000 - 50.000 năm. Các nhà khảo cổ cho rằng, loài voi này sống cùng thời với bầy người nguyên thủy, chủ nhân của văn hóa Ngườm nổi tiếng.